# Wichita Vortex Sutra
Wichita Vortex Sutra de Philip Glass est une œuvre pour piano composée en 1988.

## Historique
Wichita Vortex Sutra est née au hasard d'une rencontre entre Philip Glass et le poète américain Allen Ginsberg. Décidant de coopérer pour composer une œuvre, ils choisirent un poème antimilitariste de Ginsberg Wichita Vortex Sutra datant de 1966 que Glass mit en musique, adaptant le rythme à la diction du poète. 
La première eut lieu en 1988, lors d'un concert de bienfaisance au profit de vétérans de la guerre du Viêt Nam.

## Structure
L'exécution de l'œuvre complète dure environ 6 minutes.

## Discographie sélective
- Solo Piano, interprétation de Philip Glass, incluant Metamorphosis I-V, Mad Rush et Wichita Sutra Vortex chez CBS, 1989.
- Piano Music of Philip Glass, Aleck Karis, piano, incluant Wichita Sutra Vortex, Metamorphosis I-V, Mad Rush, Opening, Modern Love Waltz, Romeo, 2000.